# إبراهيم كريمي
إبراهيم كريمي (6 مارس 1986 بالري في إيران - ) هو لاعب كرة قدم إيراني في مركز الدفاع. شارك مع منتخب إيران تحت 23 سنة لكرة القدم ومنتخب إيران لكرة القدم. أما مع النوادي، فقد لعب مع نادي راه آهن.

## وصلات خارجية
- إبراهيم كريمي على موقع قاعدة بيانات كرة القدم.إي يو (الإنجليزية)